# Niakrasawa (rejon homelski)
Niakrasawa (biał. Някрасава; ros. Некрасово) – osiedle na Białorusi, w obwodzie homelskim, w rejonie homelskim, w sielsowiecie Dauhalessie.